# Северский, Георгий Леонидович
Гео́ргий Леони́дович Се́верский (6 мая 1909 — 5 июля 1997, Симферополь) — советский писатель и сценарист, лауреат Государственной премии РСФСР имени братьев Васильевых (1971). В годы Великой Отечественной войны был одним из руководителей партизанского движения в Крыму.

## Биография
Родился 6 мая 1909 года. Получил семилетнее начальное образование. Служил в войсках НКВД с 1931 года. Член ВКП(б) с 1932 года. Окончил заочно школу усовершенствования командного состава НКВД в 1939 году.
Генерал-майор В. Л. Абрамов, бывший командир 184-й стрелковой дивизии вспоминал о августе 1941 года: 

Равнинный характер местности Крыма позволял противнику высадку десанта. Для противодействия этому спешно формировались штабом погранокруга истребительные батальоны, командирами наиболее важных из них назначались офицеры-пограничники, потом хорошо себя зарекомендовавшие, такие как старший политрук Северский, старшие лейтенанты Соловей, Автомонов и другие...
В ноябре 1941—1942 года Северский — начальник 3-го партизанского района Крыма (комиссар Никаноров В. И.). Позднее был назначен заместителем А. В. Мокроусова, руководителя партизанским движением в Крыму. Воинское звание — подполковник. После отстранения Мокроусова в 1942 году, Северский возглавил Штаб партизанского движения Крыма.
В послевоенный период стал писателем. Автор мемуаров о партизанском движении.
Ушел из жизни 5 июля 1996 года. Похоронен на кладбище Абдал в Симферополе, квартал №14, рядом с боевым товарищем В. И. Никаноровым.

## Творчество
Начинал как детский писатель, творческий дебют — книжка «Тропою разведчиков» (Симферополь, 1960, совместно с Н. В. Данилевской). Перу Г. Л. Северского принадлежит также сборник рассказов о боевых буднях крымских партизан «Второе дыхание» (1962). В соавторстве с И. Я. Болгариным написал книгу и сценарий фильма «Адъютант его превосходительства» (1969), а также продолжение — роман «Седьмой круг ада».

## Сценарист
- 1960 — «Грозные ночи»
- 1969 — «Адъютант его превосходительства»
- 1971 — «Девушка из камеры № 25»
- 1984 — «Без права на провал»

## Награды и премии
- Государственная премия РСФСР имени братьев Васильевых (1971) — за сценарий фильма «Адъютант его превосходительства»[1]
- орден Ленина (24.10.1942)
- орден Отечественной войны II степени (8.6.1945)
- Медаль «За боевые заслуги» (03.11.1944)
- Медаль «Партизану Отечественной войны» (29.06.1943)
- Медаль «За оборону Севастополя» (22.12.1942)
- Медаль «За оборону Кавказа» (01.05.1944)
- Медаль За победу над Германией в Великой Отечественной войне 1941-1945 гг. (09.05.1945)
- Медаль «За взятие Будапешта» (09.06.1945)
- Медаль «За взятие Вены» (09.06.1945)[3]
- знак «Отличник РККА» (1940)[1]